# Michel Adanson
Michel Adanson, född 7 april 1727, död 3 augusti 1806, var en fransk naturforskare med ett ursprung från Skottland.

## Biografi
Adanson bedrev naturvetenskapliga studier och företog vid 21 års ålder en resa till Senegal och Gambia där han stannade under flera år. 1757 utgav han Histoire naturelle du Sénégal. Hans botaniska arbeten syftade till att åstadkomma en reform i den systematiska botaniken och utgjorde en opposition mot det då allenarådande linnéanska sexualsystemet. För detta ändamål utgav han Familles de plantes 1763, som innehöll flera antydningar om växtgruppernas släktskap. Han tänkte även utge en fullständig naturvetenskaplig encyklopedi och hoppades kunna få stöd från Ludvig XV och Franska akademien. Han fick dock endast obetydligt bistånd, och använde istället alla sina egna tillgångar. Under franska revolutionen råkade han i obestånd, men fick slutligen en liten pension tills han dog 1806.
Växtsläktet apbrödsträd (Adansonia) uppkallades efter Michel Adanson av Linné.
Auktorsnamnet Adans. kan användas för Michel Adanson i samband med ett vetenskapligt namn inom botaniken; se Wikipediaartiklar som länkar till auktorsnamnet.